# ベネズエラ海軍艦艇一覧
ベネズエラ海軍艦艇一覧は、ベネズエラ・ボリバル共和国海軍が過去保有した、または現在保有する、または将来保有する予定の、未完成・計画中止を含めた歴代艦艇一覧である。
凡例

## 現有勢力（2011年時点）
- 国防予算：41億9,000万ドル（＋8億8,000万ドル）
- 海軍人員：1万5,800名
- 艦船隻数：25隻

潜水艦×2
フリゲート×6
ミサイル艇×6
戦車揚陸艦×4
揚陸艇×2
測量艦×1
測量艇×1
練習艦×1
補給支援艦×1
航洋曳船×1
- 航空機数：29機（-27機）

艦載ヘリコプター×16（-6）
陸上固定翼機×13（-21）
- コーストガード：船艇22隻

## 艦艇一覧（近代海軍以前）

### ブリガンティン
- アントニオ・ディアス（Antonio Diaz） - ??年、??門

### 蒸気航走艦
- アウグスタ（Augusta） - ??年、??門

## 艦艇一覧（近代海軍）

### 水上戦闘艦
- ヌエバ・エスパルタ級駆逐艦 - 3隻

ヌエバ・エスパルタ（D-11 Nueva Esparta）、ズリア（D-21 Zulia）、アラグア（D-31 Aragua）
- マリスカル・スクレ級フリゲート - 6隻

マリスカル・スクレ（F-21 Mariscal Sucre）、アルミランテ・ブリオン（F-22 Almirante Brión）、ヘネラル・ウルダネタ（F-23 General Urdaneta）、ヘネラル・ソウブレテ（F-24 General Soublette）、ヘネラル・サロン（F-25 General Salóm）、アルミランテ・ガルシア（F-26 Almirante García）

### 両用戦艦艇
戦車揚陸艦
- 旧・米『テレボーン・パリッシュ級』 - 1隻

アマソナス（T-21 Amazonas） ※旧『バーノン・カウンティ（LST-1161 Vernon County）』

### 哨戒艦艇

#### 哨戒・警備艦艇
砲艦
- デ・マヨ（23 de Mayo） - 1隻
- サモラ（Zamora） - 1隻
- ヘネラル・サロン（General Salom）[2] - 1隻

- ミランダ（Miranda） - 1隻

- ボリバル（Bolivar） - 1隻[3]

- マリスカル・スクレ（Mariscal Sucre）[4] - 1隻

水雷艇
- マルガリータ（Margarita） - 1隻

### 補助艦艇

#### 補給艦艇
輸送船・運送船
- サリアス（Salias）[5] - 1隻

#### その他
曳船
- ホセ・フェリック・リバス（José Felix Ribas）[6] - 1隻 ※ Armed Tug